# Pteropus admiralitatum
Pteropus admiralitatum — вид рукокрилих, родини Криланових.

## Опис
Зазвичай сіро-коричневого кольору, з довгим сивим волоссям на животі. Деякі тварини з Соломонових островів темно-коричневого кольору. Обличчя зазвичай має світлий колір, наприклад, світло-сірого кольору. Очі червоні. Довжина голови й тіла від 170 до 190 мм, довжина передпліччя від 113,7 до 130,2 мм, довжина вуха від 18,8 до 28,0 мм і вага від 205 до 334 гр.

## Поширення
Країни поширення: Папуа Нова Гвінея, Соломонові острови. Проживає від низовинних до гірських лісів.

## Поведінка
Лаштує сідала невеликими групами в дуплах дерев. Харчується фруктами.